# حشویه
حَشْویّه، لقبی طعن‌آمیز برای طیفی از گرایشهای سیاسی ـ اعتقادی در تاریخ اسلام که منسوبان به آن، همواره از سوی مخالفان متهم به جهل و بی‌اعتنایی به روشهای عقلانی بوده‌اند.

## وجه تسمیه
حشویه در لغت برگرفته از واژهٔ حشو به معنی پرکردن و انباشتن است. همچنین عبارات «الحشو من الناس» و «حشوة الناس» به معنی تودهٔ مردم عوام و بی‌مقدار به کار رفته است. برخی گفته‌اند که این نام نسبتی است به واژه «حَشا» (به معنای حاشیه و کناره). بنابر گزارشی، روزی عده‌ای از راویان حدیث در حلقه حسنِ بصری حاضر شدند اما چون سخنانی بیهوده و نادرست گفتند، وی از یارانش خواست تا آنها را به حاشیه (حشا) حلقه ببرند و از آن زمان به این نام معروف شدند. بر این اساس، ضبط صحیح، حَشَویه است. اما بسیاری دیگر این نام را نسبتی به واژه «حشْو» (به معنای سخن زائد یا مردمان فرومایه) دانسته‌اند و بنابراین در نظر آنها ضبط صحیح، حشْویه است.

## تهمت‌زنی
احمد بن حنبل کسانی را که اصحاب حدیث را به بددینی متهم می‌کردند، زندیق نامیده بود.